# Institutul 22
Institutul 22 (rusă Институт 22) a fost creat în 1978 de către Academia de Științe și Ministerul Apărării din Uniunea Sovietică. Misiunea sa a fost de a investiga cazurile de apariții de OZN-uri în Uniunea Sovietică. Institutul 22 a fost o operațiune secretă timp de 13 ani (până la căderea Uniunii Sovietice) și poate fi comparat cu operațiunile secrete americane Majestic 12 sau Blue Book.
În timpul existentei sale un număr mare de soldați, marinari și piloți ai Armatei Roșii au primit ordine să caute OZN-uri și alte evenimente inexplicabile, ordine primite fără prea multe informații. 
Institutul 22 a investigat aproximativ 3000 de rapoarte OZN. Aproximativ 5-10% dintre cazuri au rămas inexplicabile în momentul când organizația s-a dizolvat. Există o teorie a conspirației care spune că Institutul de 22 a fost implicat într-o mușamalizare a lansărilor nucleare. În 1982, fără niciun motiv, una dintre bazele nucleare sovietice era pe punctul să lanseze o rachetă nucleară. După 30 de secunde de panică și haos, lansarea a fost anulată la fel de misterios cum a apărut. Mai târziu, martorii au spus ca a existat ceva activitate OZN în apropierea bazei nucleare. OZN-urile au fost explicate ca fiind rachete de semnalizare, pe care Armata le-ar fi testat la o altitudine foarte mare. Criza nucleară a fost explicat ca fiind un simplu test.  